# Justin Lerma
Justin Armando Lerma Soliz (* 5. Mai 2008 in Guayaquil) ist ein ecuadorianischer Fußballspieler, der als offensiver Mittelfeldspieler für den ecuadorianischen Serie-A-Verein Independiente Del Valle spielt. Ab 2026 wird das Talent für Borussia Dortmund spielen.

## Karriere
Justin Lerma begann im Alter von acht Jahren bei Guayaquil City FC mit dem Fußballspielen. 2021 trat das Talent er in die Akademie von Independiente del Valle ein. Im April 2024, im Alter von fünfzehn Jahren, wurde er in die erste Mannschaft von Independiente del Valle aufgenommen. Ein Video mit Lerma verbreitete sich aufgrund des für sein Alter weit entwickelten Körperbaus des Jugendspielers im Netz, wobei zahlreiche Kommentare im Internet sein Alter scherzhaft anzweifelten. Sein Profidebüt bei Independiente Del Valle gab er am 14. April 2024 beim 2:2-Unentschieden in der ecuadorianischen Serie A gegen Universidad Católica.
Im Mai 2024 wurde der Wechsel von Lerma zum deutschen Spitzenklub Borussia Dortmund bekannt gegeben. Aufgrund seines jungen Alters wird der Spieler allerdings erst Mitte 2026 nach Deutschland wechseln, da derartige Transfers erst bei volljährigen Spielern erlaubt sind.